# Voiceful
Voiceful est un manga yuri créé par la mangaka Nawoko et prépublié par Ichijinsha dans le magazine Yuri Shimai sous le nom de Voice, puis dans le magazine Comic Yuri Hime sous son nom définitif Voiceful. Les quatre chapitres ont été publiés en un volume relié le 18 mai 2006, avec deux histoires courtes issues des deux premiers numéro du Yuri Shimai, « Someone Special » et « Opening ». Le manga est publié en anglais par Seven Seas Entertainment.

## Synopsis
Kanae est une lycéenne introvertie qui n'aime pas sortir de chez elle et qui n'a donc pas d'amis. Elle trouve son seul réconfort dans la musique de Hina, une chanteuse qui diffuse sa musique sur internet et n'a jamais joué en live. Un jour, les deux filles se croisent dans la rue et Kanae, en reconnaissant Hina, lui dit « Je te souhaite tout le bonheur du monde ! ». Ces mots affectent profondément Hina, et les deux filles se rapprochent alors progressivement au fil de l'histoire.

## Personnages
Kanae
C'est une lycéenne timide qui passe la plupart de son temps seule. Elle vit avec sa mère, même si elles ne semblent pas être très proches l'une de l'autre. Elle trouve l'inspiration dans la musique de Hina et la considère comme sa « déesse ».
Hina
C'est une chanteuse indépendante qui ne fait jamais de concerts lives. Après sa rencontre avec Kanae, elle ouvre un blog et une adresse e-mail pour avoir plus de contact avec ses fans. Sa sœur aînée est décédée avant le début de l'histoire, et la seule famille qui lui reste est son père alcoolique, avec qui elle n'a pas habitée depuis la mort de sa sœur.
Hiru
C'est la manager de Hina et une guitariste. Elle rencontre Hina un jour pluvieux alors que celle-ci se repose sur le banc où Hiru a l'habitude de jouer, après qu'elle s'est enfuie de sa maison à la suite de la mort de sa sœur. Hiru invite Hina chez elle, et encouragée par l’intérêt de Hiru dans la musique, Hina décide de commencer à chanter.

## Volume relié
| no | Japonais       | Japonais          | Anglais          | Anglais           |
| no | Date de sortie | ISBN              | Date de sortie   | ISBN              |
| -- | -------------- | ----------------- | ---------------- | ----------------- |
| 1  | 18 mai 2006    | 978-4-758070-06-5 | 15 décembre 2007 | 978-1-933164-83-0 |